# La Molina (estação de esqui)

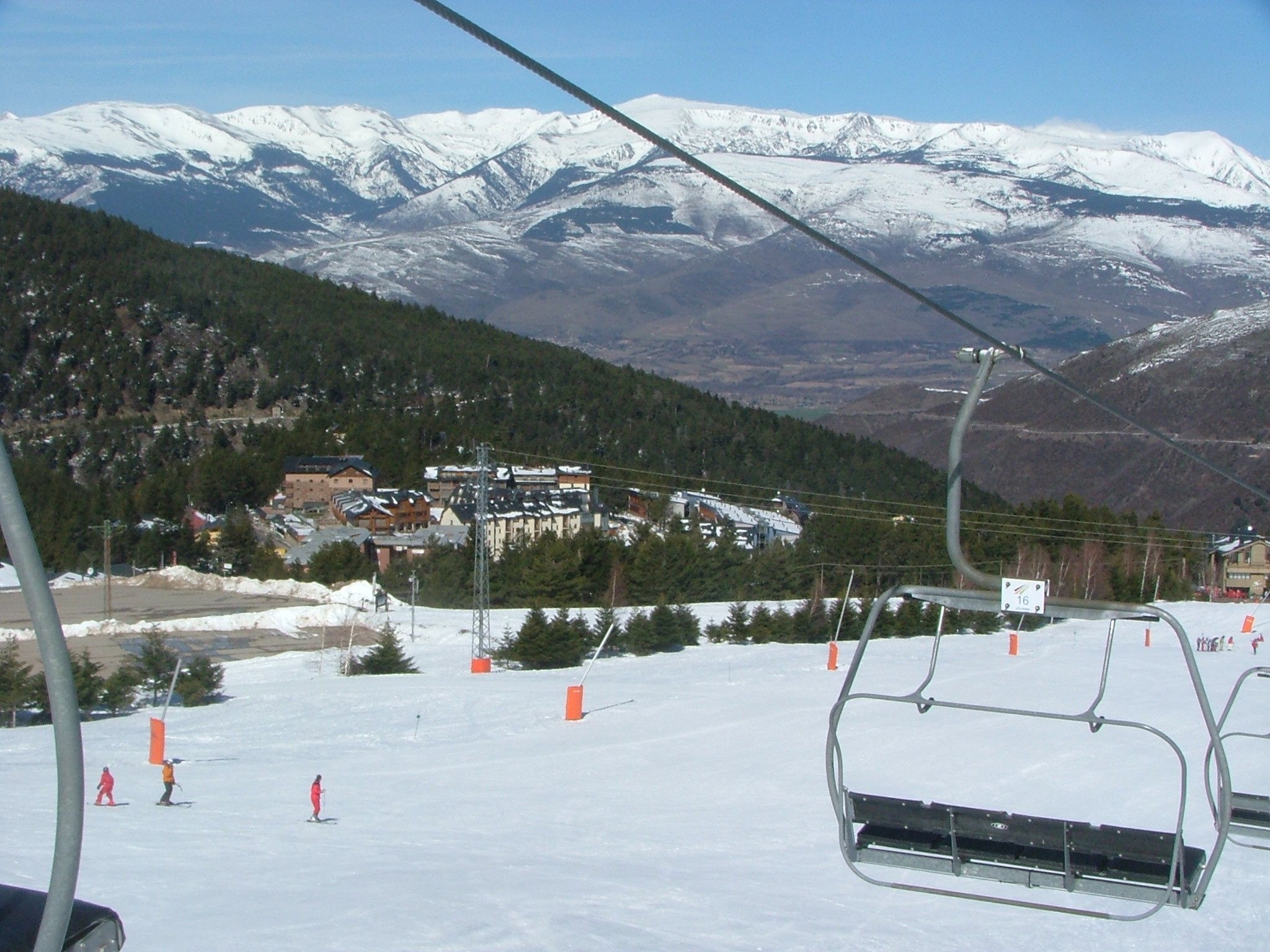
Estação de esqui de La Molina.

La Molina é uma estação de esqui localizado nos Pireneus Catalães, no município de Alp, na província de Girona, Catalunha.
A estação recebeu competições esportivas internacionais como a Copa do Mundo de Esqui Alpino de 2008, e o Campeonato Mundial de Snowboard ‎de 2011.